# Byrums raukar
Byrums raukar, eller Byerums raukar, är ett raukområde på norra Ölands västsida.
Vid Byrum Sandvik finns ett hundratal raukar längs en 600 meter lång strandremsa. I skogen innanför stranden finns ett tallbevuxet flygsandsområde. I området, som är naturreservat, kan man finna insekter som myrlejon och växter som den fridlysta martornen.

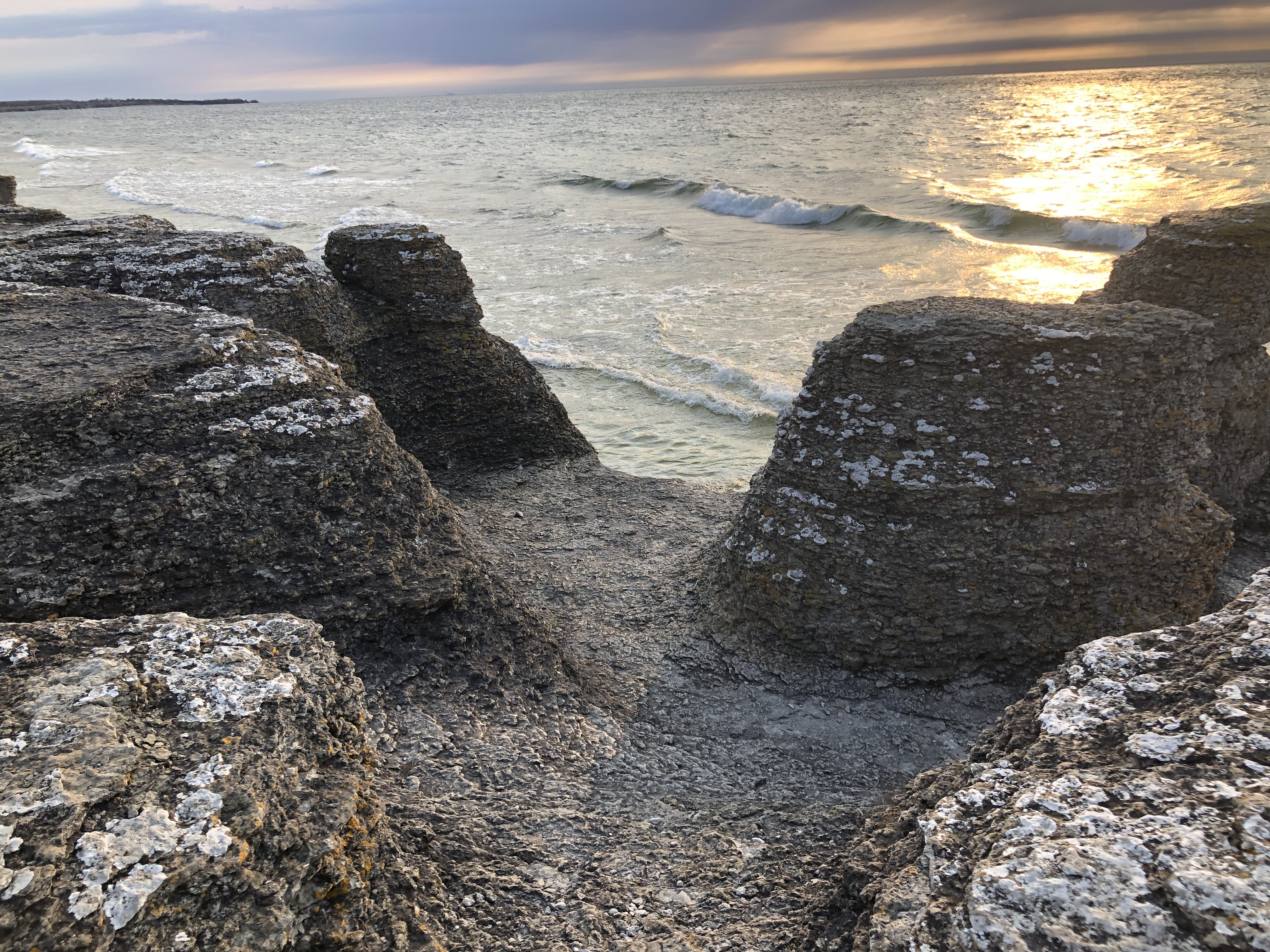
Raukarna ut mot havet.
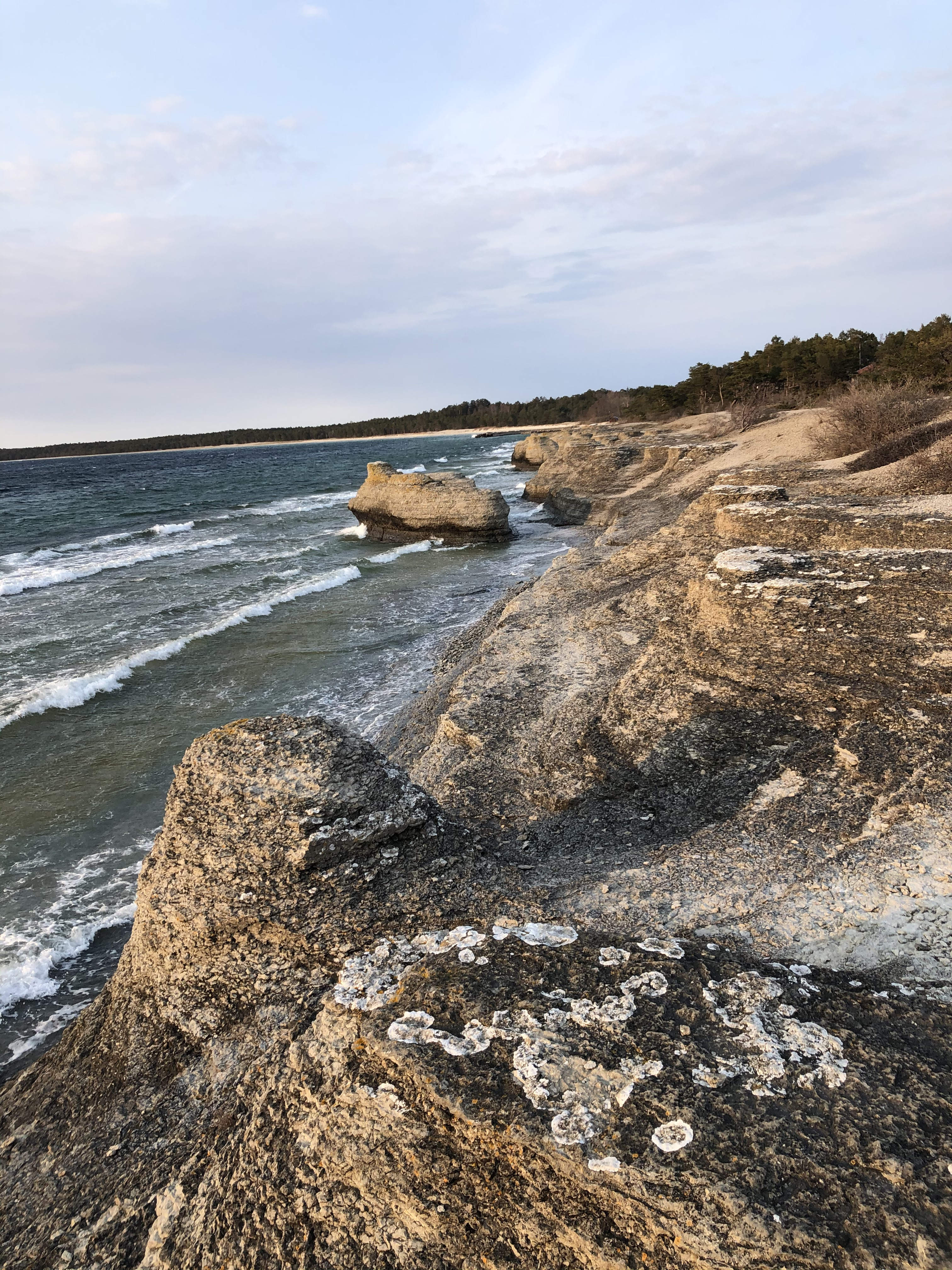
Raukarna norrut.
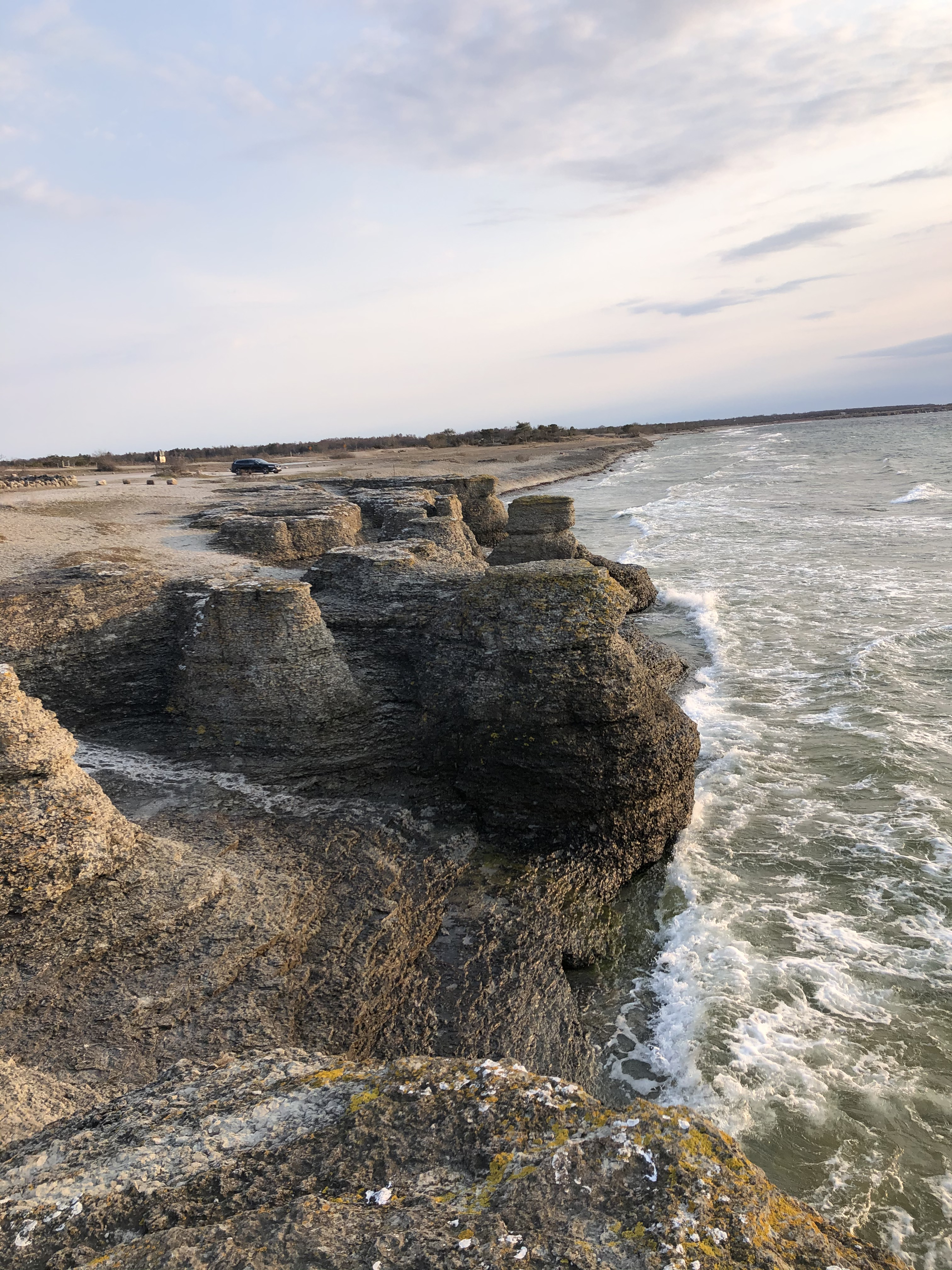
Raukarna söderut.

## Sportdykning
Kusten längs med raukområdet är även ett dykmål för sportdykare. Botten består framförallt av sand på ca 5 meters djup. Raukar och klippformationerna som återfinns ovan ytan finns dock ej i någon större utsträckning under vattenytan. Fiskarter som tånglake, smörbult och skrubbskädda återfinns ofta på platsen.